# Wolfgang Schmidt (MfS-Mitarbeiter)
Wolfgang Schmidt (* 24. Oktober 1939 in Plauen) ist ein ehemaliger Oberstleutnant des Ministeriums für Staatssicherheit (MfS) der DDR. Er war Leiter der Auswertungs- und Informationsgruppe der Hauptabteilung XX, zuständig für die „Überwachung des Staatsapparats, der Kirchen, des Kulturbereichs und des politischen Untergrunds“.

## Leben
Schmidt, Sohn einer Näherin und eines kaufmännischen Angestellten, besuchte nach dem Abschluss des Abiturs 1957 einen Offizierslehrgang an der Schule des MfS in Potsdam-Eiche, der späteren Hochschule des MfS.
1959 wurde er Mitarbeiter der damaligen Hauptabteilung V, ab 1964 Hauptabteilung XX, zuständig für die „Überwachung des Staatsapparats, der Kirchen, des Kulturbereichs und des politischen Untergrunds“, in der er bis 1990 tätig war. 1970 wurde er Planungsoffizier und 1975 Referatsleiter. 1976 wurde er stellvertretender Leiter und 1987 Leiter der Auswertungs- und Kontrollgruppe innerhalb der Hauptabteilung.
Von 1967 bis 1971 absolvierte Schmidt ein Fernstudium an der Humboldt-Universität Berlin und wurde Diplom-Kriminalist. Nach dem Ende der DDR erfolgte 1989 seine Freistellung und 1990 seine Entlassung aus dem Dienst. Zuletzt trug er den Rang eines Oberstleutnants.
Nach 1990 war Schmidt zeitweise arbeitslos, bei der Deutschen Reichsbahn und Privatunternehmen beschäftigt und ging 2002 in Rente. Danach wurde er Mitbegründer und Sprecher des Insider-Komitees zur Förderung der kritischen Aneignung der MfS-Geschichte des MfS. Politikwissenschaftler, Historiker und Opferverbände der DDR-Diktatur werfen dem Insiderkomitee DDR-Apologie, Geschichtsklitterung und Geschichtsrevisionismus vor.
Schmidt war Berater für den Film Das Leben der Anderen. Jedoch wurden seine inhaltlichen Anregungen laut Medienberichten nicht berücksichtigt. Er lebt in Berlin-Hohenschönhausen.

## Ehrungen
- 1989 Kampforden „Für Verdienste um Volk und Vaterland“ (DDR)

## Schriften (Auswahl)
- Zur Sicherung der politischen Grundlagen der DDR In: R. Grimmer (Hrsg.): Die Sicherheit. Zur Abwehrarbeit des MfS. Berlin 2003.
- MfS und Kirche In: Deutschland-Archiv, 1994.
- Wem nützte es? In: Robert Allertz (Hrsg.): Sänger und Souffleur. Biermann, Havemann und die DDR, Berlin 2006.